# إليانور مونتاغ
إليانور مونتاغ (بالإنجليزية: Eleanor Montague)‏ (11 فبراير 1926) هي عالمة أشعة ومعلمة، وأصبحت عضوة في قاعة تكساس للشهرة سنة 1993.
ولدت إليانور مونتاغ جنوة، إيطاليا وترعرعت ببنسيلفانيا، الولايات المتحدة الأمريكية. تلقت درجة الباكالوريا في علم الأحياء من جامعة ألاباما ودكتورة في الطب من الكلية النسائية للطب ببنسيلفانيا سنة 1950. عمل زوجها في في قسم الطوارئ بمركز كينغس كاونتي الطبي.
عملت باليابان لمدة عامين وزوجها كان يعمل بمستشفى للجراحة تابع للقوات البرية الأمريكية. أتممت إقامتها في علم الأشعة بمركز جامعة كولومبيا الطبي. في عام 1959، إلتحقت مونتاغ بقسم العالج بالأشعة مركز إم دي أندرسون لأمراض السرطان تحت زمالة جمعية السرطان الأمريكية. توظفت في إم دي أندرسون من بين 1961 و1983. في 1973، أصبحت أستاذة علم أشعة.
استكشفت مونتاغ حول سرطان الثدي وأصدرت بحوث، وحصلت عليها على جوائز:
- جانيواي ميدال من قبل مجتمع الراديوم الأمريكي سنة 1985
- غولد ميدال من قبل المجمتع الإشعاعي لأمريكا الشمالية سنة 1986
- ماري كوري ريسيبينت من قبل الجمعية الأمريكية للعالمات الأشعة سنة 1990